# Lucien Sève
Lucien Sève (* 9. Dezember 1926 in Chambéry; † 23. März 2020 in Paris) war ein französischer Philosoph, Kommunist und politischer Aktivist.

## Leben
Sèves Eltern führten einen Kinderbuchverlag. Er studierte am Lycée de Chambéry und am Lycée du Parc und trat 1945 in die École normale supérieure ein, an der er 1949 sein Studium der Philosophie abschloss. Er wurde Philosophielehrer an einem Lycée in Brüssel und musste diese Tätigkeit später aufgrund seiner marxistischen Überzeugungen aufgeben. Von 1952 bis 1953 leistete Sève seinen Militärdienst in Algerien. Nach seinem Militärdienst arbeitete er am Lycée Saint-Charles in Marseille.
Von 1950 bis 2010 war er ein aktives Mitglied der Kommunistischen Partei Frankreichs (PCF). Sein Werk von 1969 über Themen des Marxismus und Persönlichkeitstheorie mit dem Titel Marxismus und Theorie der Persönlichkeit wurde in 25 verschiedene Sprachen übersetzt.
1952 heiratete Sève Françoise Guille in Gap, aus der Ehe stammen zwei Kinder, wovon eines 2011 starb.
Sève starb an den Folgen von COVID-19.

## Politisches Wirken
Sève unterstützte die Ansichten der französischen marxistischen Philosophen Louis Althusser und Roger Garaudy und argumentierte, dass die PCF einigen humanistischen Aspekten der marxistischen Philosophie folgen sollte. Sève konzentrierte sich jedoch auch auf eine wissenschaftliche und nicht auf eine rein humanistische oder nicht-humanistische Grundlage für den Marxismus, etwas, das sich von den meisten westeuropäischen marxistischen Ideen der damaligen Zeit unterschied. Die meisten westeuropäischen kommunistischen Parteien, einschließlich der Französischen Kommunistischen Partei, bewegten sich in Richtung Sozialdemokratie. Er konzentrierte sich auch auf die Beziehung zwischen Marxismus und Psychologie. Er unterstützte ein kommunistisches Regime, in dem die Kommunistische Partei die dominierende Kraft war, und als solche wurden seine Ansichten mit der UdSSR von Josef Stalin verglichen. Dennoch unterstützte Sève nach dem Tod Stalins die De-Stalinisierung der UdSSR. In den 1980er Jahren unterstützte Sève die Gründung des medizinischen Ethikkomitees Comité consultatif national d’éthique (CCNE). Von 1983 bis 2000 war er Mitglied des CCNE-Ausschusses. Er war ein Befürworter von Embryonentests, aber nur von überzähligen IVF-Embryonen. Er betrachtete Embryonen als „das Potenzial eines menschlichen Wesens“ und hielt es daher für unethisch, sie ausschließlich für Tests zu verwenden. Sève hatte auch sehr starke Ansichten darüber, wie eine marxistische Biographie geschrieben werden sollte. Seine Werke enthielten sehr spezifische, wenn auch fast unerreichbare Kriterien, die seiner Meinung nach für alle marxistischen Biographien eingehalten werden sollten. Er war ein Gründungsmitglied des Projekts Grande Édition de Marx et d'Engels, das zum Ziel hatte, alle Werke von Marx und Friedrich Engels zu übersetzen und neu zu veröffentlichen. Im Jahr 2019, am 30. Jahrestag des Falls der Berliner Mauer, gab Sève ein Interview, in dem er sagte, dass der Kommunismus heute relevant sei und dass Karl Marx seiner Zeit um Jahrhunderte voraus sei.
1950 trat Sève der Kommunistischen Partei Frankreichs (PCF) bei. Er wurde 1961 zum Mitglied des Zentralkomitees gewählt und blieb bis 1994 gewählt. Von 1970 bis 1982 leitete er den PCF-Verlag. Er wurde ernannt, weil die Mitglieder der PCF ihn als einen der besten Intellektuellen in der Partei betrachteten. Im Jahr 1970 nahm er an einer von Catherine Clément organisierten Podiumsdiskussion teil, an der auch Serge Leclaire und André Green teilnahmen. In den 1980er Jahren begann Sève, sich von der PCF zu distanzieren, nachdem er mit den politischen Führern nicht einverstanden war. Im Jahr 1984 schlug er eine Neugründung der PCF vor, da die Partei ihren Weg verloren hatte. Sève zog sich 2010 aus der Partei zurück, wobei er sich auf die mangelnde politische Unterstützung der Partei bei den französischen Präsidentschaftswahlen 2007 und den französischen Regionalwahlen 2010 sowie auf seine Abneigung gegen die jüngere Bewegung der Partei berief.

## Werk
Im deutschsprachigen Raum wurde Sève mit seinem im Original 1969 erschienenen Werk Marxismus und Theorie der Persönlichkeit bekannt, das 1972 erstmals auf Deutsch in der DDR erschien, dann als Lizenzausgabe im Verlag Marxistische Blätter bis in die 1980er Jahre mehrfache Auflagen erlebte. 2016 wurde eine Neuausgabe im Argument Verlag veröffentlicht.

## Veröffentlichungen (Auswahl)
- Marxismus und Theorie der Persönlichkeit, Dietz Verlag, Berlin 1972 (Marxisme et théorie de la personalité, Paris 1969).
- Über die materialistische Dialektik, Verlag Marxistische Blätter, Frankfurt am Main 1976, ISBN 978-3-88012-374-8.
- Marxistische Analyse der Entfremdung, Verlag Marxistische Blätter, Frankfurt am Main 1978, ISBN 978-3-88012-542-1.
- Die Welt ändern – das Leben ändern. Neuausgabe des Klassikers »Marxismus und Theorie der Persönlichkeit«, Argument Verlag, Hamburg 2016, ISBN 978-3-86754-107-7.